# 自行组装家具

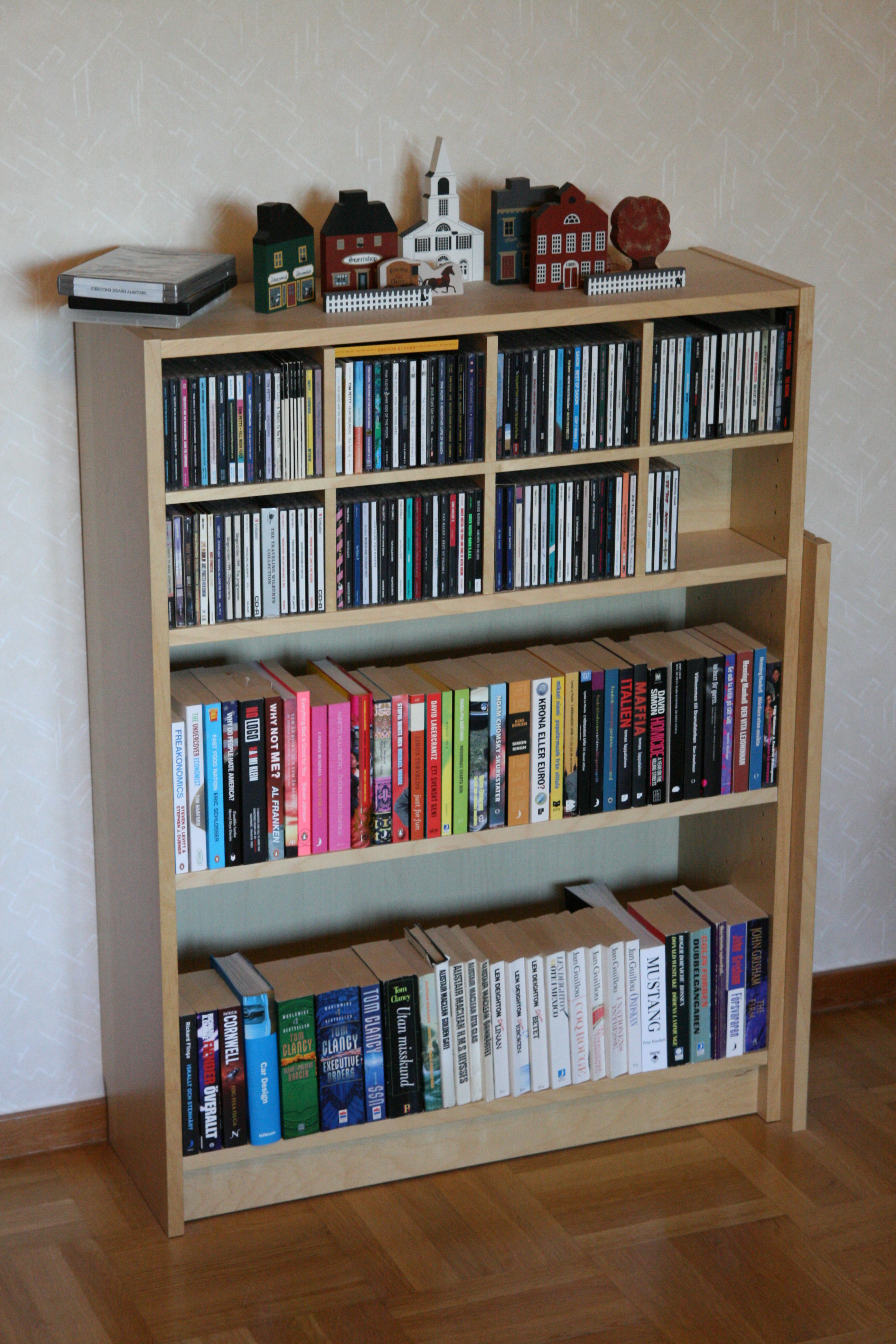
已组装完成的宜家家居板式包装的毕利（Billy）书架（书架右侧为备用搁板）

自行组装家具，又称可拆卸家具或板式包装家具，是一种多件购买，并需要组装的家具类型。这种家具类型通常将家具像拼积木那样装到一个箱子里，内附指导消费者购买后自行组装的说明书。

## 历史
以往的家具店通常佔地廣大，擺滿了各種成品家具，而自行组装家具的概念早有首次提出，但是規模化則是由瑞典制图师吉利斯·伦德格伦（Gillis Lundgren）打造的。他在需要將桌子放進車子裡的時候想出了这个办法。据报道，伦德格伦把桌子的腿卸掉，這樣他就能把桌子載回客戶家中重新組裝。然后他就和他宜家家居的雇主讨论了这个主意。宜家在1956年推出其第一款自行组装家具，后来就将宜家的产品统统围绕这个概念进行设计、生产、销售。
自行组装家具通常是将多个家具打包成一个工具包的形式装在一个或多个箱子里。工具包里有一些板式部件，紧固零件，螺钉，附件，以及其他必须的部件，這有賴於良好的設計才能運作順暢與保證安全。同時，自行组装家具在买家具的时候能更省钱，在消费者中流行的原因是他们想通过自己组装并运输的方式解決而且更有趣。除了替消费者省钱外，板式包装家具通常仅仅需要简单的组装以及使用简单工具就可以輕鬆DIY。
生产商通过销售自行组装家具受益的原因是，组装好的家具往往体积庞大，存储和运输成本会更加昂贵。而板式家具无须在工厂里售前组装，因此自行组装家具就能以更便宜的价格销售。由于这些众多因素，销售板式包装家具是一项更具成本效率的开展业务方法。此後，由于很多家具仅以自行组装形式发售，催生了家具组装业。消费者雇佣服务供应商来帮他们组装购买的家具。

## 使用
自行组装家具可能会用于多种目的而购买：
- 起居室家具：沙发、茶几、酒柜、CD/DVD光盘存储架
- 卧室：床、储物柜、衣橱
- 办公家具：书架、书桌
- 厨房餐具柜、餐桌
- 休息室用具
- 户外家具
  - 秋千
  - 天井用品

## 工具
自行组装家具的包装内可能已经包含了必要的基本组装工具。
一些自行组装家具需要使用包装内未提供的额外工具。安装板式包装家具可能需要以下工具：

## 组装教程
组装蹦床通用教程 （页面存档备份，存于）
组装电脑教程